# Enrico Bottini
Enrico Bottini (Stradella, 7 settembre 1835 – Sanremo, 11 marzo 1903) è stato un chirurgo e politico italiano.

## Biografia
Conseguì il titolo di dottore in medicina e chirurgia presso l'Università di Torino nel 1860. Successivamente, approfondì i suoi studi a Parigi e Londra, focalizzandosi sulle patologie ginecologiche e urologiche.
Al suo ritorno in patria, Bottini iniziò a insegnare anatomia chirurgica all'Università di Pavia tra il 1864 e il 1865. Successivamente, assunse il ruolo di chirurgo capo e professore di ostetricia presso l'Ospedale Maggiore di Novara nel 1861, per poi ottenere la cattedra di clinica chirurgica presso l'Università di Pavia nel 1877.
Contribuì significativamente al progresso della chirurgia del XIX secolo, in particolare con l'introduzione delle pratiche antisettiche in Italia, sperimentando l'uso dell'acido fenico per trattare le ferite infette e disinfettare gli strumenti chirurgici, preceduto nel XIII secolo da Ugo de' Borgognoni i cui insegnamenti si persero. Questa innovazione, dettagliata nella sua pubblicazione del 1866, anticipò di un anno le ricerche di Joseph Lister sull'antisepsi.
Fu il primo a realizzare l'intervento di laringectomia totale in Italia, eseguita nei tre tempi di scopertura, isolamento e resezione della laringe.
Fu un pioniere nell'uso della termogalvanica in chirurgia, sviluppando strumenti chirurgici innovativi e tecniche emostatiche migliorate. La sua opera sulla cauterizzazione termogalvanica della prostata offrì un'alternativa ai trattamenti tradizionali per l'ipertrofia prostatica, segnando un importante progresso nel campo.
Fu nominato nel 1891 senatore del Regno d'Italia nella XVII legislatura.